# 후타나역
후타나역(일본어: 二名駅)은 일본 에히메현 우와지마시에 위치한 시코쿠 여객철도 요도 선의 철도역이다. 역 번호는 G43이며, 단선 승강장 1면 1선의 구조를 갖춘 지상역이다.

## 역 주변
- 후타나 소학교
- 후타나 우체국

## 역사
- 1914년 10월 18일 : 우와지마 철도의 나카노역으로서 개업.
- 1933년 8월 1일 : 우와지마 철도가 국유화. 후타나역으로 개칭.
- 1987년 4월 1일 : 일본국유철도 분할 민영화에 의해, 시코쿠 여객철도가 승계.

## 인접 역
| 시코쿠 여객철도 요도 선 | 시코쿠 여객철도 요도 선 | 시코쿠 여객철도 요도 선               |
| ----------------------- | ----------------------- | ------------------------------------- |
| G 42 오우치 와카이 방면 | 요도 선                 | 이요미야노시타 G 44 기타우와지마 방면 |